# Ferdinanda
Ferdinanda je žensko osebno ime.

## Izvor imena
Ime Fedinanda je različica moškega osebnega imena Ferdinand.

## Različice imena
Fernanda, Nanda, Nandi

## Pogostost imena
Po podatkih Statističnega urada Republike Slovenije je bilo na dan 31. decembra 2007 v Sloveniji število ženskih oseb z imenom Ferdinanda: 48.